# Los últimos románticos (película de 2024)
Los últimos románticos (Azken erromantikoak en euskera) es una película española de habla euskera de comedia dramática de 2024, dirigida por David Pérez Sañudo, quien la coescribió junto a Marina Parés Pulido, basada en la novela homónima de Txani Rodríguez. Está protagonizada por Miren Gaztañaga. Se estrenó en el Festival Internacional de Cine de San Sebastián el 23 de septiembre de 2024, y luego se estrenó en cines españoles el 15 de noviembre de 2024, con distribución de A Contracorriente Films.

## Trama
Irune (Miren Gaztañaga), una mujer insegura, solitaria y con tendencias hipocondríacas, trabaja en una fábrica de papel situada en las afueras de un pueblo industrial en Álava. Su vida se limita a un reducido círculo de conocidos: sus compañeros de trabajo, una vecina con la que comparte algo parecido a una amistad y un operador de Renfe a quien consulta horarios de trenes que nunca toma. Su frágil equilibrio estallará cuando se detecte un bulto en un pecho, lo que coincidirá con un conflicto laboral en el que se ve implicada.

## Reparto
- Miren Gaztañaga como Irune
- Maica Barroso
- Erik Probanza

## Producción
En septiembre de 2021, se anunció por primera vez que las productoras La Claqueta PC e Irusoin habían adquirido los derechos de la novela Los últimos románticos de Txani Rodríguez para adaptarla a cine, y que David Pérez Sañudo y Marina Parés escribirían el guion. Tres años después, en enero de 2024, se anunció que se empezaría a rodar en febrero de ese año bajo la dirección de Sañudo. En febrero de 2024, coincidiendo con el inicio del rodaje, se anunció que Miren Gaztañaga protagonizaría la película. El rodaje duró siete semanas y tuvo lugar en los municipios Gernika, Lisboa, Ronda y Sevilla.
El presupuesto total de Los últimos románticos es de 2.5 millones de euros, incluyendo 1.2 millones de euros procedentes de las ayudas generales del ICAA.

## Lanzamiento y marketing
El 12 de julio de 2024, se anunció que Los últimos románticos tendría su estreno mundial en el Festival Internacional de Cine de San Sebastián el 23 de septiembre de 2024. En agosto de 2024, A Contracorriente Films programó el estreno de la película en cines para el 15 de noviembre de 2024. En octubre de 2024, A Contracorriente Films lanzó el tráiler de la película.